# Fort Valley
Fort Valley – miasto w Stanach Zjednoczonych, w stanie Georgia, siedziba administracyjna hrabstwa Peach.